# Ciurukovo, Smolean
Ciurukovo (în bulgară Чуруково) este un sat în comuna Devin, regiunea Smolean,  Bulgaria. 

## Demografie
Componența etnică a satului Ciurukovo
     Bulgari (93,75%)
     Nicio identificare (6,25%)
     Altele (0%)
La recensământul din 2011, populația satului Ciurukovo era de 48 locuitori. Din punct de vedere etnic, majoritatea locuitorilor (93,75%) erau bulgari. Pentru 6,25% din locuitori nu este cunoscută apartenența etnică.